# Criteriile de comparație
În matematică, criteriile de comparație sunt criterii care stabilesc natura unei serii ai cărei termeni sunt numere reale sau complexe. Acesea determină natura seriei comparând termenii ei cu cei ai unei alte serii, căreia îi este cunoscută natura.

## Primul criteriu al comparației
Primul criteriu de comparație spune că dacă seria
{\displaystyle \sum _{n=1}^{\infty }b_{n}}
este o serie absolut convergentă și există un număr real C independent de n astfel încât
{\displaystyle |a_{n}|\leq C|b_{n}|}
pentru un n oricât de mare, atunci seria
{\displaystyle \sum _{n=1}^{\infty }a_{n}}
este absolut convergentă. În acest caz se spune ca b "domina" pe a. Dacă seria ∑|bn | este divergentă și
{\displaystyle |a_{n}|\geq |b_{n}|}
pentru un n oricât de mare, atunci seria ∑an  nu converge absolut.

## Al doilea criteriu al comparației
Al doilea criteriu de comparație spune că dacă seria
{\displaystyle \sum _{n=1}^{\infty }b_{n}}
este o serie absolut convergentă și există un număr real C independent de n astel încât
{\displaystyle \left|{\frac {a_{n+1}}{a_{n}}}\right|\leq C\,\left|{\frac {b_{n+1}}{b_{n}}}\right|}
pentru un n oricât de mare, atunci seria
{\displaystyle \sum _{n=1}^{\infty }a_{n}}
converge absolut. Dacă seria ∑|bn | este divergentă și
{\displaystyle \left|{\frac {a_{n+1}}{a_{n}}}\right|\geq \left|{\frac {b_{n+1}}{b_{n}}}\right|}
pentru un n oricât de mare, atunci seria ∑an  nu converge absolut.
Acest lucru rezultă din : Criteriul raportului (D'Alembert)

## Al treilea criteriu al comparației
Al treilea criteriu al comparației spune că dacă seriile
{\displaystyle \sum _{n=1}^{\infty }a_{n}} și {\displaystyle \sum _{n=1}^{\infty }b_{n}}
sunt serii cu toți termenii pozitivi și
{\displaystyle l=\lim _{n\rightarrow \infty }{\frac {a_{n}}{b_{n}}}}
Atunci:
- Dacă 0 < l < ∞ atunci cele două serii sunt de aceeași natură.
- Dacă l = 0 și seria ∑bn  este convergentă atunci seria ∑an  este convergentă.
- Dacă l = +∞ și seria ∑bn  este divergentă atunci seria ∑an  este divergentă.